# 犬養千代子
犬養 千代子（いぬかい ちよこ、1865年11月15日〈慶応元年9月27日〉 - 1952年〈昭和27年〉8月25日）は、日本の第29代内閣総理大臣である犬養毅の妻（内閣総理大臣夫人）。東京都出身。

## 経歴
1865年（慶応元年）、三田長右衛門の三女として生まれる。弟に三田仙之助がいる。
元々は芸妓だったともいい、1891年（明治24年）ごろに犬養毅と結婚。1931年（昭和6年）に夫の毅が内閣総理大臣に就任し、1932年（昭和7年）の五・一五事件で殺害されるまで首相夫人を務めた。
1952年（昭和27年）8月25日、87歳で死去。